# Miktoniscus chavesi
Miktoniscus chavesi is een pissebed uit de familie Trichoniscidae. De wetenschappelijke naam van de soort is voor het eerst geldig gepubliceerd in 1889 door Adrien Dollfus.